# 黄焕秋
黄焕秋（1916年—2010年2月28日），广东省惠州市惠城区桥西人，中国教育家，曾任中山大学校长。
1933年9月，黄焕秋进入中山大学文学院教育系就读。1935年12月，参加一二·九运动，并参加中国共产党领导的“突进社”组织。1937年加入中国共产党。大学毕业后，黄焕秋在罗定和韶关主要从事农村教育工作，1945年回到广州，从事文教工作。1946年6月，在香港参与筹办达德学院，担任教员等职务。第二次国共内战时期，曾任中共香港工委青年工作领导小组组长、中共香港工委群委书记、中共华南分局青年妇女工作组组长、青委书记，参与华南地区青年运动领导工作。中华人民共和国成立后，曾任中国共产主义青年团华南工作委员会书记兼华南团校校长。1953年起，历任中山大学教务长、党委副书记、副校长、校长、党委书记、顾问、中山大学校友会会长、中山大学校友总会名誉会长等职。这期间，黄焕秋还曾任暨南大学教务长、党委常委、副校长。1982年当选为中共十二大代表。1992年3月离休。
2010年2月28日凌晨2时43分，黄焕秋因病医治无效在广州逝世，享年94岁。
| 前任： 李嘉人 | 中山大学校长 1980年12月－1984年12月 | 繼任： 李岳生 |